# Thomas William Lemuel Prowse
Pour les articles homonymes, voir Prowse.
Thomas William Lemuel Prowse, homme politique canadien, servit comme Lieutenant-gouverneur de la province de l'Île-du-Prince-Édouard entre 1950 et 1958.